# 34472 Guxieran
34472 Guxieran è un asteroide della fascia principale. Scoperto nel 2000, presenta un'orbita caratterizzata da un semiasse maggiore pari a 2,5507059 au e da un'eccentricità di 0,1156733, inclinata di 4,43508° rispetto all'eclittica.